# Lijst van huidige monarchen op het Arabische Schiereiland

Staten op het Arabische Schiereiland.

Dit is een lijst van huidige monarchen op het Arabische Schiereiland.
Het omvat de regerende huizen van die staten die monarchieën zijn: Bahrein, Koeweit, Oman, Qatar, Saoedi-Arabië en elk van de zeven emiraten die samen de Verenigde Arabische Emiraten (VAE) vormen. Deze landen zijn allen lid van de Samenwerkingsraad van de Arabische Golfstaten (GCC) een handelsblok van Arabische landen in de Perzische Golf (ook wel Arabische Golf genoemd).
Jemen is het enige land op het Arabische Schiereiland dat geen monarchie is, het is een republiek. In het verleden waren er verschillende monarchieën aanwezig in Jemen.
De voorkomende monarchistische staatsvormen zijn koninkrijk, emiraat en sultanaat.
De regerende families en hun huidige hoofd (en dus heerser) zijn:
| Vlag | Monarchie      | Titel  | Monarch                           | Huis    | Opmerking                                             |
| ---- | -------------- | ------ | --------------------------------- | ------- | ----------------------------------------------------- |
|      | Abu Dhabi      | Emir   | Mohammed bin Zayed Al Nahyan      | Nahyan  |                                                       |
|      | Ajman          | Emir   | Humaid bin Rashid Al Nuaimi III   | Nuaimi  |                                                       |
|      | Bahrein        | Koning | Hamad bin Isa Al Khalifa          | Khalifa | Sinds 2002 koninkrijk, voorheen emiraat.              |
|      | Dubai          | Emir   | Mohammed bin Rasjid Al Maktoem    | Maktoum |                                                       |
|      | Fujairah       | Emir   | Hamad bin Mohammed Al Sharqi      | Sharqi  |                                                       |
|      | Koeweit        | Emir   | Mishal Al-Ahmad Al-Jaber Al-Sabah | Sabah   | Sinds 1961 emiraat, voorheen sjeikdom.                |
|      | Oman           | Sultan | Haitham bin Tariq Al Said         | Busaid  | Sinds 1783 sultanaat, voorheen imamaat.               |
|      | Qatar          | Emir   | Tamim bin Hamad al-Thani          | Thani   |                                                       |
|      | Ras al-Khaimah | Emir   | Saud bin Saqr Al Qasimi           | Qasimi  |                                                       |
|      | Saoedi-Arabië  | Koning | Salman bin Abdoel Aziz al-Saoed   | Saoed   | Sinds 1926 koninkrijk, voorheen sultanaat en emiraat. |
|      | Sharjah        | Emir   | Sultan bin Muhammad Al-Qasimi     | Qasimi  |                                                       |
|      | Umm al-Qaiwain | Emir   | Saud bin Rashid Al Mualla         | Mualla  |                                                       |